# Загребля (Хмельницкая область)
Загребля (укр. Загребля) — село в Белогорском районе Хмельницкой области Украины.
Население по переписи 2001 года составляло 125 человек. Почтовый индекс — 30210. Телефонный код — 3841. Занимает площадь 0,052 км². Код КОАТУУ — 6820385503.

## Местный совет
30210, Хмельницкая обл., Белогорский р-н, с. Малая Боровица, ул. Омельчука, 26